# 이승도
이승도(李承都, 1964년, 강원도 홍천군 ~ )은 홍천고등학교를 졸업하고 1981년 해군사관학교 40기로 입교하여, 1985년 졸업과 함께 해병대 소위로 임관하였다.

## 경력
- 해병대 연평부대장[4][5]
- 해병대 교육훈련단장
- 연합사령부 연습처장
- 해병대사령부 참모장
- 해병대사령부 전력기획실장
- 해병대사령부 부사령관
- 제2해병사단장
- 국방전비태세검열단장
- 해병대 사령관
- 단국대학교 해병대군사학과 석좌교수
- 국방과학연구소 정책자문위원
- 한미동맹재단 이사
- 대한민국 해병대전우회 부총재